# پاپلر بلوف (میزوری)
پاپلر بلوف (به انگلیسی: Poplar Bluff) شهری در شهرستان باتلر ایالت میزوری است که جمعیت آن در سرشماری سال ۲۰۱۰ میلادی ۱۷٫۰۲۳ نفر بوده است.